# Waldemar Chaves de Araújo
Waldemar Chaves de Araújo (* 23. Juli 1934 in Bom Despacho) ist ein brasilianischer Geistlicher und emeritierter römisch-katholischer Bischof von São João del-Rei.

## Leben
Waldemar Chaves de Araújo empfing am 22. September 1962 die Priesterweihe.
Papst Johannes Paul II. ernannte ihn am 18. November 1989 zum Bischof von Teófilo Otoni. Der Apostolische Nuntius in Brasilien, Erzbischof Carlo Furno, spendete ihm am 3. Februar des nächsten Jahres die Bischofsweihe; Mitkonsekratoren waren Belchior Joaquim da Silva Neto CM, Bischof von Luz, und Fernando Antônio Figueiredo OFM, Bischof von Santo Amaro.
Am 26. Juni 1996 wurde er zum Bischof von São João del-Rei ernannt. Am 26. Mai 2010 nahm Papst Benedikt XVI. sein altersbedingtes Rücktrittsgesuch an.